# Expedición de Drake y Hawkins

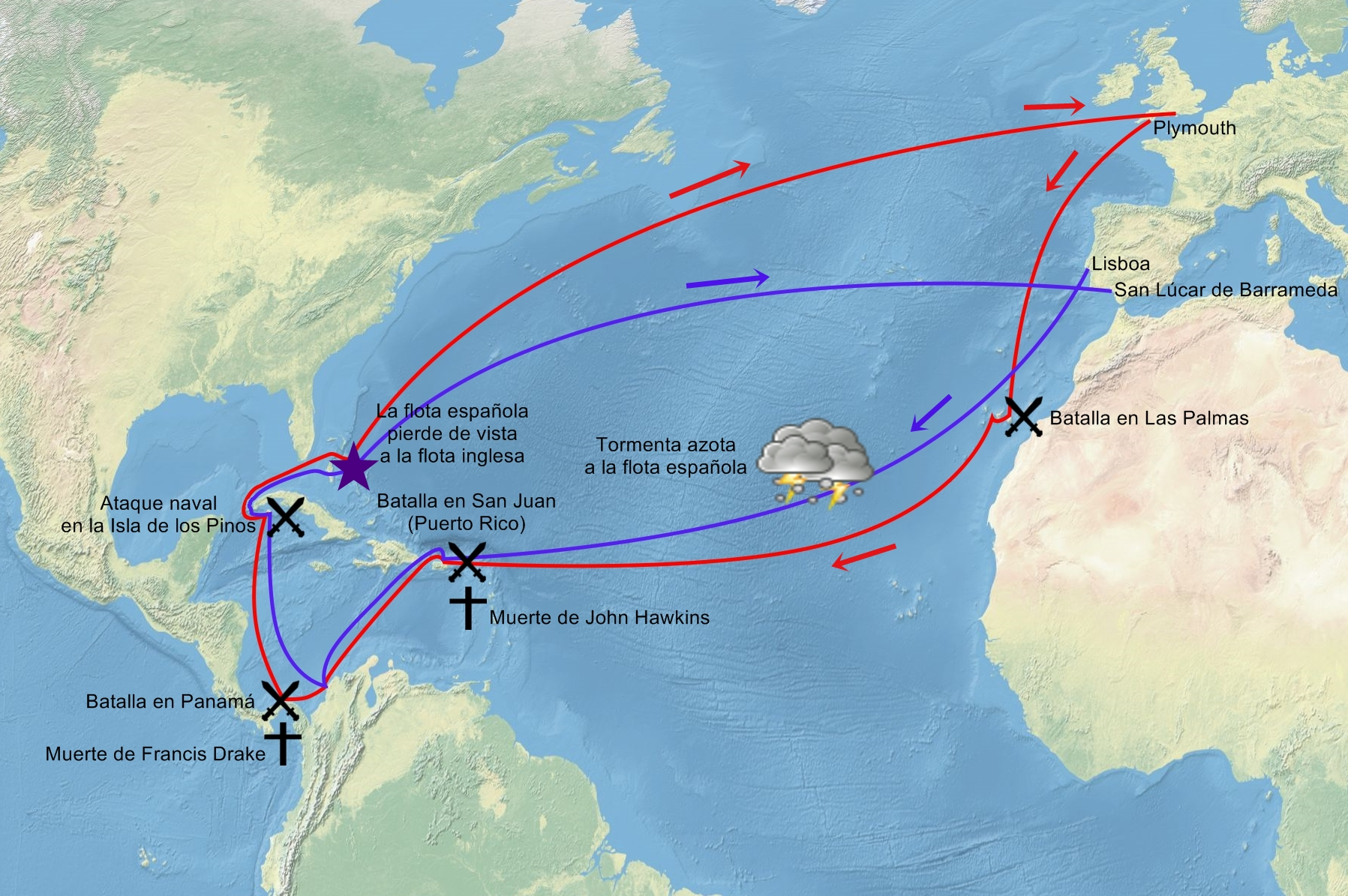
Recorrido aproximado de la expedición de Francis Drake y de John Hawkins de 1595-1596 (en rojo) y del seguimiento y final ataque naval de la flota de Bernardino de Avellaneda y don Juan Gutiérrez de Garibay (en azul)

La expedición de Drake y Hawkins fue una incursión militar, bajo mando de Francis Drake y John Hawkins llevada a cabo en 1595, por orden de Isabel I de Inglaterra contra los asentamientos españoles en el Mar Caribe. Dicha operación estuvo enmarcada en la Guerra anglo-española (1585-1604). Francis Drake, que en 1589 había comandado la desastrosa expedición inglesa contra la península ibérica, llevaba 6 años relegado al modesto puesto de comandante de las defensas costeras de Plymouth. Ante el mal cariz que la guerra estaba tomando para los intereses ingleses, Drake propuso a la reina Isabel una operación contra el Caribe español con el propósito de saquear los asentamientos españoles y establecer una colonia inglesa permanente en Panamá. Sin embargo las defensas españolas se anticiparon al ataque inglés, desembocando la operación en un nuevo desastre que costaría la vida tanto a Drake como a Hawkins, y asentando la hegemonía española en el Caribe.

## Antecedentes
Tras los fulgurantes éxitos iniciales de Inglaterra en las primeras etapas de la Guerra anglo-española (1585-1604), en 1590 la escuadra española al mando de don Alonso de Bazán había derrotado a otra inglesa en la isla de Flores, en las Azores, y el desempeño de la contienda había llegado a un punto de inflexión, marcado por la derrota de la Invencible Inglesa de 1589 tras la que la evolución de la guerra comenzaba a decantarse por el lado español. Después de las magníficas expectativas iniciales, lo cierto es que a pesar de los constantes intentos no se había conseguido apresar ninguna de las flotas de Indias españolas ni arrebatar un palmo de terreno a las posesiones de Felipe II de España. El conflicto había desembocado en una guerra de desgaste en la que España, la potencia hegemónica de aquel momento, tenía todas las posibilidades de acabar como vencedora. Drake, a la sazón relegado a un puesto secundario, propuso entonces a la reina Isabel enviar una expedición al Caribe con el objetivo principal de establecer una base inglesa permanente en Panamá desde la que se pondría en peligro el dominio español de América. La reina accedió a la proposición del famoso corsario, pero desconfiando de su anterior desempeño en la expedición de la Invencible Inglesa puso como condición que el mando fuese compartido con el reputado marino John Hawkins. Además, el mando de las tropas de desembarco se otorgaría al general sir Thomas Baskerville.
Así, se organizó una flota cuyo núcleo estaba formado por seis galeones reales, el Garland, el Defiance, el Bonaventure, el Hope, el Foresight y el Adventure. Además de estos buques, unas 20 embarcaciones de diversos tamaños y un gran número de barcazas se dispusieron para la expedición. El contingente lo componían unos 1500 marinos y 3000 soldados. Si bien el tamaño de la flota era modesto comparado con las que solían operar en Europa, era la mayor flota enviada contra las posesiones españolas de ultramar hasta ese momento.
Drake, que había conseguido notables éxitos durante su expedición anterior contra las indias españolas llevada a cabo entre 1585 y 1586, estaba convencido de que esta vez, contando con una fuerza muy superior, la victoria sería inevitable. El 7 de septiembre de 1595 la escuadra inglesa partía de Plymouth.

## Ataque a las Islas Canarias (4-6 de octubre de 1595)
Al poco de partir de Inglaterra, la flota inglesa comenzó a sufrir la carestía de víveres y agua potable. Ante la imposibilidad de llegar a América en esas condiciones, se produjo una discusión en la que se debatía si era conveniente, aun a costa de perder el factor sorpresa, atacar las islas Canarias, en el África occidental. Drake era partidario del ataque, mientras que Hawkins consideraba demasiado importante el factor sorpresa como para perderlo en una pequeña escaramuza en las Canarias. Por su parte, Thomas Baskerville aseguró que sus tropas podrían tomar Las Palmas en menos de 4 horas, lo que supondría, además de la solución al problema del abastecimiento, una inyección de moral a sus soldados en lo que se preveía como una fácil victoria. Finalmente, los ingleses decidieron atacar poniendo rumbo a Las Palmas el 4 de octubre.
Tras el avistamiento de las velas inglesas, las autoridades españolas de la isla de Gran Canaria, con el gobernador Alonso de Alvarado a la cabeza, apenas pudieron reunir a 1500 hombres para la defensa, la mayor parte de ellos civiles sin experiencia en combate ni instrucción militar. En la playa se dispusieron seis pequeñas piezas de artillería, y el castillo de Nuestra Señora de la Luz y el torreón de Santa Ana se aprestaron a la batalla. Quince de los buques ingleses comenzaron a batir el castillo de Nuestra Señora de la Luz, concentrándose los restantes en el de Santa Ana, mientras que 47 barcazas con medio millar de soldados a bordo se encaminaron hacia la playa, donde fueron recibidos con un nutrido fuego de mosquetería. Tras hora y media de combates, los ingleses se retiraron habiendo perdido unos cuarenta hombres y cuatro barcazas, y habiendo sufrido los buques que atacaron fuertes daños de diversa consideración. Por su parte los españoles apenas sufrieron algunas bajas. Tras esto, Baskerville aseguró que si bien no podría tomar Las Palmas en cuatro horas, lo haría con toda seguridad en cuatro días, a lo que Drake y principalmente Hawkins respondieron con negativas.
La flota inglesa no había podido solucionar sus acuciantes problemas de aprovisionamiento, por lo que continuaron navegando pegados a la costa en busca de una zona propicia para abastecerse. Por su parte, las autoridades españolas ordenaron a varias patrullas a caballo seguir por los caminos costeros a la flota enemiga. Al llegar a la despoblada bahía de Arguineguín, los ingleses enviaron un bote a la costa para conseguir agua potable, pero la dotación del bote fue sorprendida en la playa por una patrulla española que la atacó, matando a ocho y tomando dos prisioneros. Los prisioneros fueron inmediatamente interrogados, descubriéndose el plan inglés, lo que resultaría decisivo, pues el gobernador Alvarado envió inmediatamente aviso a las Indias y a España. El resto de la flota prosiguió hasta llegar a la isla de La Gomera, donde se acercó a una zona despoblada para abastecerse de agua y leña, hecho lo cual, puso rumbo a América el 6 de octubre.

## Ataque a San Juan de Puerto Rico (22-25 de noviembre de 1595)
Tras una travesía sin contratiempos, la escuadra inglesa llegó al mar Caribe en noviembre de 1595. Allí Drake fue informado de que un galeón español, el Nuestra Señora de Begoña, que había partido a principios de marzo de La Habana con las flotas de Tierra Firme y de Nueva España, se había visto obligado a separarse de su convoy tras un fuerte temporal en el que había sufrido graves daños su arboladura. El barco, comandado por don Sancho Pardo Osorio había conseguido arribar a duras penas a San Juan, transportando un gran tesoro valorado en 3 millones de pesos de plata. Sin demora Drake ordenó poner rumbo a Puerto Rico. Don Sancho había enviado aviso a España de su comprometida situación en una carta fechada el 23 de mayo.

### La carrera de don Pedro Téllez de Guzmán
Tras tenerse noticia en la corte española del incidente, rápidamente se dispuso para el rescate una flotilla de guerra, al mando de don Pedro Téllez de Guzmán, formada por cinco pequeños buques de nuevo diseño, rápidos, maniobrables y con gran poder ofensivo: fragatas. Dada la rapidez de estos nuevos barcos, y el gran conocimiento que los marinos españoles tenían de las corrientes y vientos dominantes en el Océano Atlántico, la flotilla de Téllez de Guzmán, navegando a contrarreloj, llegó al Caribe al mismo tiempo que la flota inglesa, tropezando con la retaguardia de Drake en las proximidades de la isla Guadalupe. El capitán español ordenó sin pérdida de tiempo arremeter contra el grupo de nueve buques ingleses que tenían frente a ellos, trabándose un rápido combate en el que resultaron muertos cuarenta y cinco ingleses y veinticinco fueron hechos prisioneros, capturándose el buque Francis. Tras el interrogatorio del capitán enemigo, Téllez supo de los planes ingleses, y siendo consciente del peligro que corrían San Juan y el Nuestra Señora de Begoña partió inmediatamente hacia Puerto Rico, tomando la delantera al grueso de la escuadra de Drake y arribando a la isla el 13 de noviembre. La escasa guarnición de la ciudad, compuesta por unos 400 hombres, se vio reforzada por los 300 hombres de la dotación del Nuestra Señora de Begoña y por 500 más de la flotilla de Téllez de Guzmán. Tras celebrarse una reunión entre el gobernador, el coronel don Pedro Juárez, y los oficiales españoles para preparar la defensa, se echaron a pique varios buques viejos en la bocana del puerto, incluido el galeón averiado, para dificultar la entrada de los ingleses, se organizaron diversas posiciones artilleras en lugares estratégicos, y se dispusieron las cinco fragatas de modo que cubrían con su artillería la entrada a la bahía, a la espera de la llegada de Drake.

### Batalla de San Juan. Muerte de John Hawkins
Por fin, el 22 de noviembre asomaba a punta Escambrón la flota inglesa. Drake, viendo la disposición de las fuerzas españolas decidió no entrar en el puerto de San Juan por el momento, y ordenó a sus buques echar las anclas para disponerse a pasar la noche frente a la bahía. Desgraciadamente para ellos, no se percataron de que fondeaban al alcance de un grupo de baterías que se habían adelantado desde el Fuerte de San Felipe del Morro. Los españoles aguardaron a que los buques ingleses quedasen inmovilizados, y cuando Drake se disponía a cenar junto a sus oficiales, los artilleros españoles abrieron fuego contra la escuadra inglesa. Una bala penetró en la estancia del almirante inglés, muriendo en el acto los capitanes Clifford y Brown, aunque Drake salió ileso. Existen discrepancias sobre la causa y el momento de la muerte de John Hawkins. Mientras las relaciones inglesas afirman que Hawkins falleció por enfermedad el 12 de noviembre cuando los ingleses se aproximaban a Puerto Rico, los relatos españoles aseguran que Hawkins perdió la vida durante esta acción artillera. En cualquier caso, rápidamente los ingleses, bajo el fuego de los cañones españoles, levaron anclas y se alejaron a una distancia prudente de la entrada al puerto, habiendo perdido a varios hombres. Drake decidió fijar el ataque definitivo para la noche del día 23.
El plan inglés consistía en, amparándose en la oscuridad, enviar a varios cientos de hombres en barcazas, quienes se acercarían sigilosamente a las fragatas de Téllez de Guzmán y las quemarían utilizando bombas incendiarias. Una vez fuera de combate los buques españoles, los barcos ingleses se adentrarían en el puerto y atacarían los fuertes, mientras los hombres enviados previamente desembarcarían en la ciudad y la tomarían. Así pues, de madrugada, se enviaron un mínimo de treinta barcazas con cincuenta hombres cada una, varias de las cuales se acercaron en total silencio a las fragatas españolas. Al llegar a ellas, los ingleses hicieron uso de sus artefactos incendiarios, prendiendo fuego a tres de los buques antes de que los españoles pudiesen percatarse de lo que sucedía. Las tripulaciones de dos de las fragatas consiguieron extinguir las llamas, pero la Magdalena se incendió irremediablemente pereciendo abrasados cuarenta de sus tripulantes y salvándose el resto lanzándose al agua. Pero lo que había empezado con un aparente éxito de los ingleses, pronto evidenció el garrafal error táctico que había cometido Drake. De la Magdalena brotaron unas inmensas llamas que iluminaron todo el escenario en varios cientos de metros a la redonda, quedando las lentas e indefensas barcazas inglesas al descubierto. Los artilleros de las cuatro fragatas restantes pudieron apuntar cuidadosamente antes de abrir fuego. Con unas pocas salvas la flota de barcazas enemiga quedó destrozada, mientras las dotaciones acribillaban incesantemente con sus mosquetes a los náufragos. Los ingleses perdieron unos 400 hombres y el ataque quedó desbaratado.
Tras esta nueva derrota, Drake, resistiéndose a darse por vencido intentó nuevos desembarcos pero las fuerzas inglesas ya fueron rechazadas sin grandes dificultades. Finalmente, el corsario inglés ordenó la retirada y el 25 de noviembre partió de Puerto Rico. Por su parte, Téllez de Guzmán, tras una prudencial espera para asegurarse de que los ingleses no volvían, embarcó el tesoro de tres millones de pesos y levó anclas el 20 de diciembre llegando a España sin incidentes dignos de mención y dando parte a las autoridades españolas de la situación en el Caribe, tras poner a salvo el tesoro. Tras llegar a España los avisos enviados desde las islas Canarias y América, se organizó una flota al mando de don Bernardino de Avellaneda y don Juan Gutiérrez de Garibay, compuesta por ocho galeones y quince embarcaciones con un total de 3000 hombres a bordo. La escuadra zarpó de Lisboa el 2 de enero de 1596 con la misión de localizar lo antes posible a los ingleses y expulsarlos de los dominios españoles.

## Ataque a Panamá (6-15 de enero de 1596). Muerte de Francis Drake

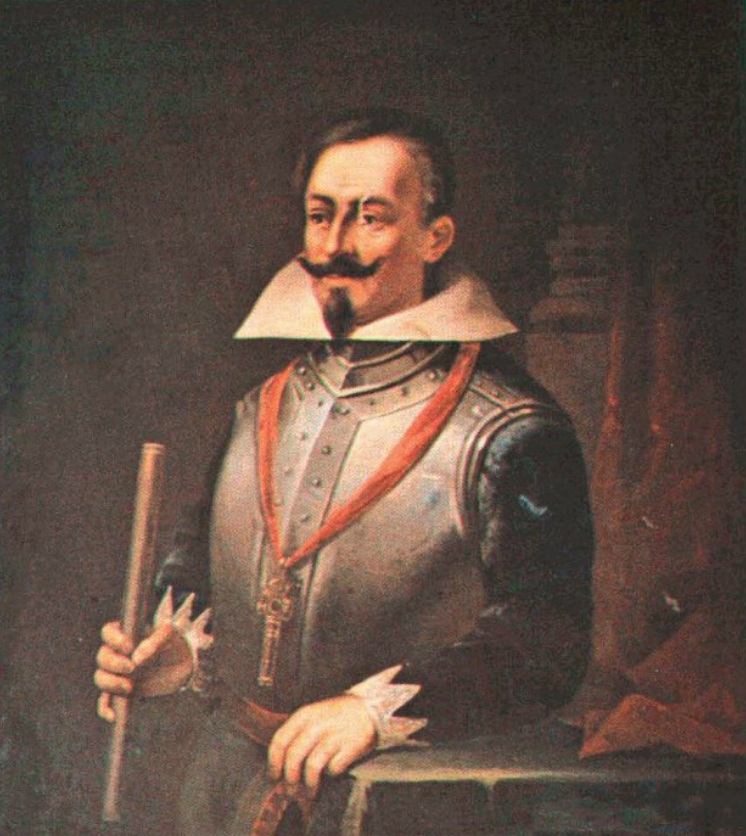
Alonso de Sotomayor, organizador de la defensa de Panamá contra el ataque de Drake.

Los ingleses pusieron rumbo a Panamá con el objetivo de establecer una colonia permanente desde la que amenazar las posesiones españolas en América. Desesperados por la falta de víveres, desembarcaban en cada población española que veían, pero la noticia de su presencia ya se había difundido por todo el Caribe, por lo que los colonos españoles habían abandonado las villas indefensas, llevándose con ellos todas las provisiones, y formando partidas guerrilleras en el interior de las inhóspitas junglas centroamericanas. Drake, impotente, ordenaba quemar todos los asentamientos abandonados con los que se iba encontrando, obteniendo como único resultado nuevas bajas debidas a la acción de las guerrillas. Además de tener que sufrir las carencias logísticas, la aparición de brotes epidémicos empezó a hacer mella entre las tropas inglesas.
Continuaron navegando hasta Cartagena de Indias, pero el gobernador de la ciudad, don Pedro de Acuña, había recibido aviso de la presencia inglesa y había preparado cuidadosamente las defensas ante el inminente ataque de Drake. El almirante inglés, tras reconocer la disposición defensiva de la ciudad, renunció al ataque y continuó navegando hacia Panamá.
El 6 de enero de 1596 los ingleses llegaron a Nombre de Dios, pero el asentamiento había sido también abandonado por sus pobladores. El capitán general de la región, don Alonso de Sotomayor había supuesto que Drake trataría de atacar remontando el río Chagres, pues sabía que los ingleses contaban con un gran número de barcazas. Sotomayor destinó la mayor parte de sus escasas fuerzas a la fortaleza del Chagres, pero, previniendo un posible ataque por tierra mandó construir un pequeño fortín de madera, llamado San Pablo, sobre una loma en el camino que llegaba desde la costa de Nombre de Dios, destinándole 70 hombres bajo mando del capitán Juan Enríquez. Como había supuesto el capitán general español, Drake ordenó el desembarco de unos 1000 hombres al mando de Baskerville que avanzarían por tierra, tras lo que se dispuso a remontar con una flota de barcazas el río Chagres. La intención era formar una tenaza y tomar Panamá. Así pues, tras dos días de marcha, las tropas de Baskerville llegaron al fuerte de San Pablo, defendido por los setenta hombres del capitán Enríquez.
Al amanecer del día 8 de enero los ingleses se lanzaron al asalto del fuerte español, pero los hombres de Enríquez, bien parapetados y manteniendo una estricta disciplina de fuego, consiguieron resistir hasta que a mediodía, el capitán Hernando de Liermo Agüero llegó con un minúsculo refuerzo de cincuenta hombres. Agüero, tras estudiar la situación y comprobar la abrumadora superioridad enemiga, ideó una estratagema que resultaría exitosa: ordenó a sus cincuenta hombres formar en una zona de alta vegetación próxima al lugar de los combates, y repartió entre sus soldados todos los tambores y clarines con los que contaba su reducida fuerza. Tras esto, ordenó el avance a través de la maleza haciendo el mayor ruido posible, de modo que diese la impresión de que el refuerzo español era mucho más numeroso de lo que en realidad era. Los ingleses, desalentados por los frustrados ataques al pequeño fuerte y golpeados por las enfermedades tropicales, cayeron en la trampa y Baskerville ordenó la retirada inmediata.
Durante los tres días que llevó a Baskerville regresar a sus buques, los ingleses fueron sufriendo un goteo interminable de bajas debidas a los ataques de las guerrillas españolas, las enfermedades, e incluso los ataques de indios hostiles. Al llegar de nuevo a Nombre de Dios, las tropas inglesas habían sufrido 400 bajas entre muertos, heridos, desaparecidos y enfermos graves. Tras tener noticia Drake del descalabro de Baskerville y regresar al lugar donde la flota inglesa estaba anclada, comprobando la magnitud de la nueva derrota ordenó zarpar, tras incendiar Nombre de Dios, el 15 de enero, enfermo y desmoralizado. Poco después, mientras trataban de recoger agua potable, una partida formada por vecinos de la pequeña villa de Santiago del Príncipe sorprendió a los ingleses, matando a treinta y siete de ellos. Tras nuevos intentos de aprovisionarse y nuevas bajas debidas a las guerrillas españolas y a las enfermedades, el legendario corsario y pirata inglés, fallecía el 28 de enero de 1596, víctima de la disentería, contraída por el consumo del agua en mal estado que los ingleses se vieron forzados a beber. El cadáver de Drake, fue arrojado al mar en un ataúd lastrado, en las proximidades de la costa panameña. El mando de la escuadra inglesa recayó entonces en sir Thomas Baskerville. El general inglés era plenamente consciente de que la misión había fracasado. Además de los dos almirantes, Drake y Hawkins, habían perdido la vida quince comandantes y capitanes y otros veintidós oficiales. Los buques estaban escasos de dotaciones, y las enfermedades tropicales diezmaban día a día a los poco aclimatados expedicionarios ingleses. Por ello, Baskerville decidió poner rumbo a la isla de Pinos para acometer reparaciones y prepararse para el regreso a Inglaterra.

## Batalla de la Isla de Pinos (11 de marzo de 1596)
Tras arribar a la isla de Pinos los ingleses se dedicaron a reparar sus buques, limpiar sus fondos y proveerse de víveres y agua para su regreso a Inglaterra. Por su parte, la flota española al mando de don Bernardino González de Avellaneda y don Juan Gutiérrez de Garibay, que había partido de Lisboa el 2 de enero tras el informe de don Pedro Téllez de Guzmán, tuvo que hacer frente a un feroz temporal en el Océano Atlántico quedando los buques dañados y dispersos. Los españoles se reunieron en las proximidades de Puerto Rico a lo largo de febrero de 1596, pero dado el mal estado de los barcos decidieron poner rumbo a Cartagena de Indias, en la actual Colombia, para acometer reparaciones.
El 2 de marzo, mientras los españoles se encontraban en Cartagena, recibieron noticias de la presencia de la flota inglesa en la isla de Pinos, próxima a Cuba, por lo que el almirante Garibay decidió partir inmediatamente al mando de 3 buques en busca de la flota enemiga, pese a no haber tenido tiempo de limpiar la quilla de los barcos. Así, el día 11 de marzo, Garibay sorprendía a la flota inglesa anclada frente a la costa de Pinos y con varios botes aún en tierra que ultimaban la recogida de víveres antes de regresar a Inglaterra. Inmediatamente y a pesar de contar con tan sólo tres  galeones, pero contando con la ventaja del factor sorpresa, Garibay ordenó acometer a los dieciocho buques ingleses, trabándose un combate en el que fue apresado un galeón inglés con 300 hombres a bordo, y una pinaza con veinticinco. Además, las dotaciones de los botes que se encontraban en tierra fueron también hechas prisioneras. Por su parte los españoles vieron como uno de sus galeones se incendiaba sufriendo ochenta bajas entre muertos y heridos. El resto de la flota inglesa, cortó las amarras de las anclas y se dio a la fuga. Poco después llegaba el almirante Avellaneda que se lanzó a la persecución de la flota inglesa, perdiéndola a la altura del canal de Bahama, donde los ingleses decidieron jugarse el todo por el todo arrojando su artillería por la borda y mojando las velas para ganar velocidad.
Finalmente, tras una penosa travesía en la que los brotes epidémicos diezmaron a las tropas inglesas, ocho de los veintiocho buques que habían partido en 1595 de Plymouth consiguieron regresar a Inglaterra. Al poco tiempo, llegaba al puerto español de Sanlúcar de Barrameda la flota de Indias, llevando un cargamento de veinte millones de pesos.

## Consecuencias

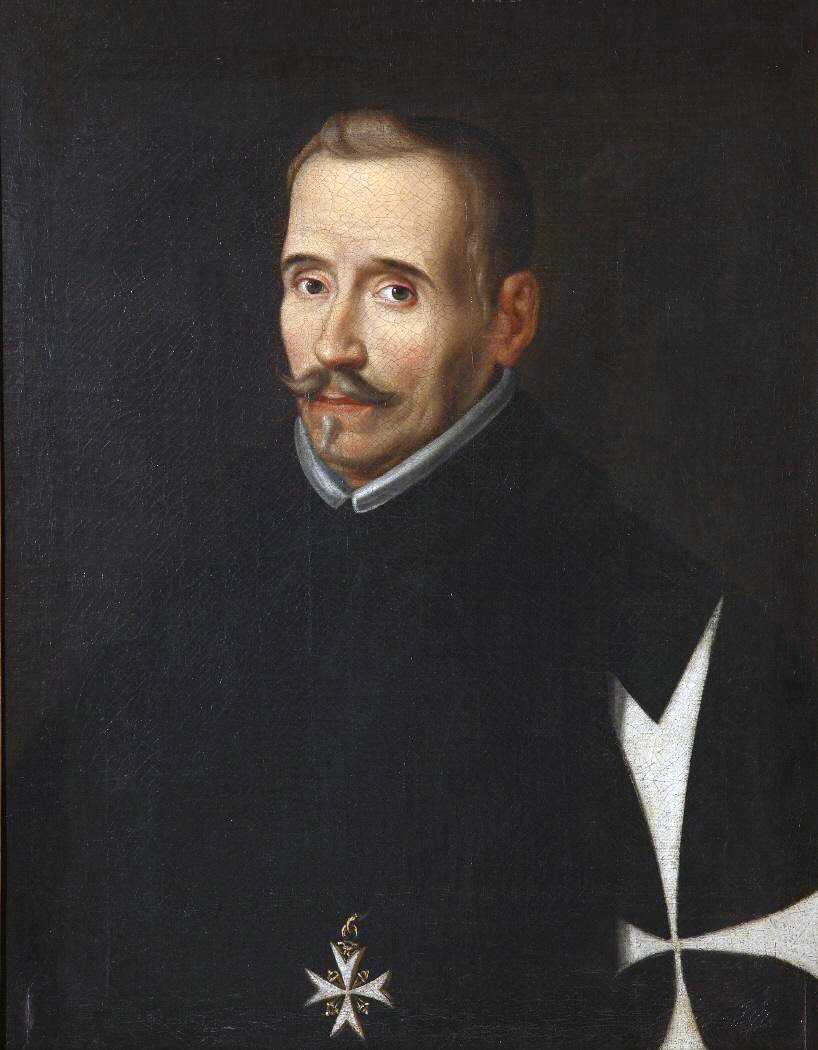
Félix Lope de Vega, autor del poema épico La Dragontea, en el que se narra la victoria española sobre Drake.

La aplastante derrota sufrida por la expedición de Drake y Hawkins de 1595-1596 supuso la victoria decisiva española en el escenario americano de la guerra anglo-española de finales del siglo XVI. Tras la victoria decisiva en el escenario europeo frente a la Invencible Inglesa de 1589, la guerra se decantaría definitivamente hacia el lado español.
Los efectos morales, tanto en España como en Inglaterra fueron notables. Por un lado, los ingleses perdieron, tras una serie ininterrumpida de derrotas frente a fuerzas españolas muy inferiores, a sus dos más ilustres marinos: John Hawkins y Francis Drake. Por otro lado, los españoles demostraron su capacidad para mantener intactos sus dominios de ultramar, disponiendo de una eficaz Armada, la mejor de su tiempo. Quedó demostrado además, que establecer colonias en América no era tan sencillo como enviar cientos de hombres allí, ni aun tomando asentamientos previamente establecidos por los españoles. Los poco aclimatados ingleses, se vieron superados por pequeñas guarniciones y partidas españolas que llevaban años acostumbradas a las enfermedades tropicales, que conocían el inhóspito terreno y que tenían experiencia en el trato con los indígenas de la zona.
Tras conocerse la muerte de Drake en España, el ilustre dramaturgo don Félix Lope de Vega, veterano de la infantería de marina española que había participado en la conquista de la Isla Terceira en 1582 y en el desastre de la Armada Invencible de 1588, compuso un poema épico, titulado La Dragontea (por el apellido de Drake) en el que se narra la derrota de Drake a manos de los españoles en la que sería su última expedición. En la dedicatoria al futuro rey Felipe III, Lope de Vega declaró:

Dos cosas me han obligado a escribir este libro, y las mismas a dirigirme a Vuestra Alteza: la primera que no cubriese el olvido tan importante victoria, y la segunda que descubriese el desengaño lo que ignoraba el vulgo; que tuvo a Francisco Draque en tal predicamento, siendo la verdad que no tomó grano de oro que no costase mucha sangre [...]
Félix Lope de Vega. La Dragontea, 1598

Las negociaciones de paz tendrían lugar a petición inglesa en Londres en 1604, plasmándose sus resultados en el tratado que lleva el nombre de la capital inglesa. En dicho tratado se establecían las cláusulas por las que España vería colmados todos los objetivos mayores que se había planteado al empezar la contienda, mientras que Inglaterra asumía una rectificación total de su política exterior, y quedaría relegada durante un siglo más a un puesto de segundo nivel.